# Franz W. Wagner
Franz W. Wagner (* 21. Mai 1944 in Újpetre) ist ein deutscher Wirtschaftswissenschaftler.

## Leben
Franz W. Wagner schloss nach der Reifeprüfung in Freising 1964 sein im Wintersemester 1964/65 begonnenes Studium der Betriebswirtschaftslehre an der Ludwig-Maximilians-Universität München 1969 als Diplomkaufmann ab, wo er 1971 mit einem Thema der Unternehmensbewertung bei Otto Hintner promovierte. Von 1970 bis 1973 arbeitete er in München, von 1973 bis 1976 als Lehrassistent an der Universität Regensburg. 1976 verlieh ihm die dortige für seine Habilitationsschrift Kapitalerhaltung, Geldentwertung und Gewinnbesteuerung"die Venia Legendi für Betriebswirtschaftslehre. Im gleichen Jahr wurde er als Universitätsprofessor an die Universität Hohenheim in Stuttgart berufen. 1986 nahm er den Ruf an die Eberhard Karls Universität Tübingen auf einen Lehrstuhl für Betriebswirtschaftliche Steuerlehre und Wirtschaftsprüfung an, wo er 2012 emeritiert wurde.

## Forschung und Lehre
Franz W. Wagners wissenschaftliches Interesse umfasst die Betriebswirtschaftliche Steuerlehre und die Konzeption von Steuersystemen sowie Themen der Rechnungslegung, Unternehmensbewertung und der ökonomischen Analyse des Rechts, einschließlich Corporate Governance, Corporate Social Responsibility und Non-Profit-Unternehmen. Er hat in renommierten betriebswirtschaftlichen, volkswirtschaftlichen und juristischen Zeitschriften über 200 Aufsätze publiziert sowie als deren Herausgeber fungiert. Daneben hat er zahlreiche Presseartikel verfasst und war von 1990 bis 1993 im Auftrag der GTZ als Berater der Finanzministerien von Ungarn, Polen, Lettland und Kroatien tätig.
Für seine wissenschaftlichen Verdienste wurden ihm im Jahr 2000 von der Fakultät für Betriebswirtschaft der LMU München die Ehrendoktorwürde sowie im Jahr 2001 der Titel eines Honorarprofessors von der Fakultät für Wirtschaftswissenschaften und Informatik der Universität Wien verliehen; außerdem wurden ihm 2004 und 2009 zwei Festschriften gewidmet.

## Veröffentlichungen (Auswahl)
- Kapitalerhaltung, Geldentwertung und Gewinnbesteuerung. Springer, Heidelberg 1978, ISBN 3-540-08683-8 (Habilitationsschrift Universität Regensburg).
- (mit Hans Dirrigl): Die Steuerplanung in der Unternehmung (= UTB, Bd. 863). Fischer, Stuttgart 1980, ISBN 3-437-40068-1.
- (Mitautor): Zero-Bonds. optimale Investitions- u. Verschuldungsstrategien. Gabler, Wiesbaden 1986, ISBN 3-409-13708-4.
- (mit W. Rainer Walz): Zweckerfüllung gemeinnütziger Stiftungen durch zeitnahe Mittelverwendung und Vermögenserhaltung. Eine ökonomische und rechtliche Analyse (= Schriften zum Stiftungswesen, Bd. 21). Nomos, Baden-Baden 1997, ISBN 3-7890-5103-9.

Außerdem zahlreiche Aufsätze in Fachzeitschriften.